# Copa Libertadores 1992
La Copa Libertadores 1992 fue la trigésima tercera edición del torneo de clubes más importante de América del Sur, organizado por la Confederación Sudamericana de Fútbol, en la que participaron equipos de diez países sudamericanos: Argentina, Bolivia, Brasil, Chile, Colombia, Ecuador, Paraguay, Perú, Uruguay y Venezuela.
São Paulo de Brasil se consagró campeón por primera vez en su historia, título que le permitió disputar la Copa Intercontinental 1992 ante Barcelona de España y la Recopa Sudamericana 1993 frente a Cruzeiro. Se clasificó, también, a los octavos de final de la Copa Libertadores 1993, y a la novedosa Copa de Oro Nicolás Leoz 1993.

## Formato
Como excepción al formato utilizado en las ediciones previas, Colo-Colo, campeón vigente, participó voluntariamente —y con autorización de Conmebol— de la fase de grupos, alegando razones financieras. Es por eso que uno de los grupos de la primera instancia estuvo conformado por 5 equipos. Se mantuvo el criterio de disposición de las zonas de acuerdo a los países de origen, de manera que los representantes de una misma asociación nacional debían caer en el mismo grupo. Clasificaron a los octavos de final los tres primeros de los grupos conformados por 4 equipos y los cuatro primeros de la zona conformada por 5 equipos, iniciándose a partir de esta instancia el sistema de eliminación directa, que pasó posteriormente por los cuartos de final, las semifinales y la final, en la que se declaró al campeón.
|                             |                             | Equipos que entran en esta fase | Equipos que provienen de la fase anterior |
| --------------------------- | --------------------------- | --- | --- |
| Fase de grupos (21 equipos) | Fase de grupos (21 equipos) | - 1 equipo, campeón de la Copa Libertadores 1991 - 2 equipos de Argentina, Bolivia, Brasil, Chile, Colombia, Ecuador, Paraguay, Perú, Uruguay y Venezuela | |
| Fases finales (16 equipos)  | Fases finales (16 equipos)  | | - 5 equipos primeros de la Fase de grupos - 5 equipos segundos de la Fase de grupos - 5 equipos terceros de la Fase de grupos - 1 equipo cuarto de la Fase de grupos |

## Equipos participantes
En cursiva los equipos debutantes en el torneo.
| País                            | Equipo                                        | Vía de clasificación |
| ------------------------------- | --------------------------------------------- | --- |
| Argentina 2 cupos               | Newell's Old Boys San Lorenzo                 | Campeón del Campeonato de Primera División 1990-91 Ganador de la Liguilla Pre-Libertadores 1990-91                                                                             |
| Bolivia 2 cupos                 | Bolívar San José                              | Campeón del Campeonato de Primera División 1991 Subcampeón del Campeonato de Primera División 1991                                                                             |
| Brasil 2 cupos                  | São Paulo Criciúma                            | Campeón del Campeonato Brasileño de 1991 Campeón de la Copa de Brasil 1991 |
| Chile 2 cupos + campeón vigente | Colo-Colo Coquimbo Unido Universidad Católica | Campeón de la Copa Libertadores 1991 y del Campeonato de Primera División 1991 Subcampeón del Campeonato de Primera División 1991 Ganador de la Liguilla Pre-Libertadores 1991 |
| Colombia 2 cupos                | Atlético Nacional América de Cali             | Campeón del Campeonato Colombiano 1991 Subcampeón del Campeonato Colombiano 1991                                                                                               |
| Ecuador 2 cupos                 | Barcelona Valdez                              | Campeón del Campeonato Ecuatoriano de 1991 Subcampeón del Campeonato Ecuatoriano de 1991                                                                                       |
| Paraguay 2 cupos                | Sol de América Cerro Porteño                  | Campeón del Campeonato Paraguayo de 1991 Ganador de los Play-offs para la Copa Libertadores 1992                                                                               |
| Perú 2 cupos                    | Sporting Cristal Sport Boys                   | Campeón del Campeonato Descentralizado 1991 Subcampeón del Campeonato Descentralizado 1991                                                                                     |
| Uruguay 2 cupos                 | Defensor Sporting Nacional                    | 1.º puesto de la Liguilla Pre-Libertadores de América de 1991 2.º puesto de la Liguilla Pre-Libertadores de América de 1991                                                    |
| Venezuela 2 cupos               | Universidad de Los Andes Sport Marítimo       | Campeón de la Primera División Venezolana 1990-91 Subcampeón de la Primera División Venezolana 1990-91                                                                         |

### Distribución geográfica de los equipos
Distribución geográfica de las sedes de los equipos participantes:

## Fase de grupos

### Grupo 1
| Equipo               | Pts. | PJ | PG | PE | PP | GF | GC | DG  |
| -------------------- | ---- | -- | -- | -- | -- | -- | -- | --- |
| Newell's Old Boys    | 11   | 8  | 4  | 3  | 1  | 11 | 10 | 1   |
| Universidad Católica | 9    | 8  | 2  | 5  | 1  | 15 | 8  | 7   |
| San Lorenzo          | 9    | 8  | 4  | 1  | 3  | 13 | 8  | 5   |
| Colo-Colo            | 8    | 8  | 2  | 4  | 2  | 6  | 7  | –1  |
| Coquimbo Unido       | 3    | 8  | 1  | 1  | 6  | 6  | 18 | –12 |

| \| Fecha \| Lugar \| Local \| Resultado \| Visitante \| \| ------------- \| ------------ \| -------------------- \| --------- \| -------------------- \| \| 18 de febrero \| Santiago \| Colo-Colo \| 1:0 \| Coquimbo Unido \| \| 21 de febrero \| Santiago \| Colo-Colo \| 1:1 \| Universidad Católica \| \| 26 de febrero \| Rosario \| Newell's Old Boys \| 0:6 \| San Lorenzo \| \| 26 de febrero \| Coquimbo \| Coquimbo Unido \| 3:2 \| Universidad Católica \| \| 3 de marzo \| Buenos Aires \| San Lorenzo \| 1:0 \| Colo-Colo \| \| 3 de marzo \| Rosario \| Newell's Old Boys \| 3:0 \| Coquimbo Unido \| \| 6 de marzo \| Buenos Aires \| San Lorenzo \| 3:0 \| Coquimbo Unido \| \| 6 de marzo \| Rosario \| Newell's Old Boys \| 3:1 \| Colo-Colo \| \| 9 de marzo \| Santiago \| Universidad Católica \| 1:1 \| Newell's Old Boys \| \| 13 de marzo \| Santiago \| Universidad Católica \| 4:0 \| San Lorenzo \| \| 17 de marzo \| Coquimbo \| Coquimbo Unido \| 1:1 \| Colo-Colo \| \| 20 de marzo \| Santiago \| Universidad Católica \| 0:0 \| Colo-Colo \| \| 25 de marzo \| Santiago \| Universidad Católica \| 5:1 \| Coquimbo Unido \| \| 25 de marzo \| Buenos Aires \| San Lorenzo \| 0:1 \| Newell's Old Boys \| \| 31 de marzo \| Coquimbo \| Coquimbo Unido \| 1:2 \| Newell's Old Boys \| \| 31 de marzo \| Santiago \| Colo-Colo \| 1:0 \| San Lorenzo \| \| 3 de abril \| Coquimbo \| Coquimbo Unido \| 0:1 \| San Lorenzo \| \| 3 de abril \| Santiago \| Colo-Colo \| 1:1 \| Newell's Old Boys \| \| 7 de abril \| Buenos Aires \| San Lorenzo \| 2:2 \| Universidad Católica \| \| 10 de abril \| Rosario \| Newell's Old Boys \| 0:0 \| Universidad Católica \| |              |                      |           |                      |
| Fecha | Lugar        | Local                | Resultado | Visitante            |
| 18 de febrero | Santiago     | Colo-Colo            | 1:0       | Coquimbo Unido       |
| 21 de febrero | Santiago     | Colo-Colo            | 1:1       | Universidad Católica |
| 26 de febrero | Rosario      | Newell's Old Boys    | 0:6       | San Lorenzo          |
| 26 de febrero | Coquimbo     | Coquimbo Unido       | 3:2       | Universidad Católica |
| 3 de marzo | Buenos Aires | San Lorenzo          | 1:0       | Colo-Colo            |
| 3 de marzo | Rosario      | Newell's Old Boys    | 3:0       | Coquimbo Unido       |
| 6 de marzo | Buenos Aires | San Lorenzo          | 3:0       | Coquimbo Unido       |
| 6 de marzo | Rosario      | Newell's Old Boys    | 3:1       | Colo-Colo            |
| 9 de marzo | Santiago     | Universidad Católica | 1:1       | Newell's Old Boys    |
| 13 de marzo | Santiago     | Universidad Católica | 4:0       | San Lorenzo          |
| 17 de marzo | Coquimbo     | Coquimbo Unido       | 1:1       | Colo-Colo            |
| 20 de marzo | Santiago     | Universidad Católica | 0:0       | Colo-Colo            |
| 25 de marzo | Santiago     | Universidad Católica | 5:1       | Coquimbo Unido       |
| 25 de marzo | Buenos Aires | San Lorenzo          | 0:1       | Newell's Old Boys    |
| 31 de marzo | Coquimbo     | Coquimbo Unido       | 1:2       | Newell's Old Boys    |
| 31 de marzo | Santiago     | Colo-Colo            | 1:0       | San Lorenzo          |
| 3 de abril | Coquimbo     | Coquimbo Unido       | 0:1       | San Lorenzo          |
| 3 de abril | Santiago     | Colo-Colo            | 1:1       | Newell's Old Boys    |
| 7 de abril | Buenos Aires | San Lorenzo          | 2:2       | Universidad Católica |
| 10 de abril | Rosario      | Newell's Old Boys    | 0:0       | Universidad Católica |

### Grupo 2
| Equipo    | Pts. | PJ | PG | PE | PP | GF | GC | DG  |
| --------- | ---- | -- | -- | -- | -- | -- | -- | --- |
| Criciúma  | 9    | 6  | 4  | 1  | 1  | 13 | 7  | 6   |
| São Paulo | 8    | 6  | 3  | 2  | 1  | 11 | 5  | 6   |
| Bolívar   | 6    | 6  | 2  | 2  | 2  | 9  | 9  | 0   |
| San José  | 1    | 6  | 0  | 1  | 5  | 5  | 17 | –12 |

| \| Fecha \| Lugar \| Local \| Resultado \| Visitante \| \| ----------- \| --------- \| --------- \| --------- \| --------- \| \| 6 de marzo \| Criciúma \| Criciúma \| 3:0 \| São Paulo \| \| 8 de marzo \| La Paz \| Bolívar \| 2:1 \| San José \| \| 17 de marzo \| Oruro \| San José \| 0:3 \| São Paulo \| \| 20 de marzo \| La Paz \| Bolívar \| 1:1 \| São Paulo \| \| 24 de marzo \| Oruro \| San José \| 1:2 \| Criciúma \| \| 27 de marzo \| La Paz \| Bolívar \| 1:1 \| Criciúma \| \| 1 de abril \| São Paulo \| São Paulo \| 4:0 \| Criciúma \| \| 2 de abril \| Oruro \| San José \| 2:4 \| Bolívar \| \| 7 de abril \| São Paulo \| São Paulo \| 1:1 \| San José \| \| 10 de abril \| Criciúma \| Criciúma \| 5:0 \| San José \| \| 14 de abril \| São Paulo \| São Paulo \| 2:0 \| Bolívar \| \| 18 de abril \| Criciúma \| Criciúma \| 2:1 \| Bolívar \| |           |           |           |           |
| Fecha | Lugar     | Local     | Resultado | Visitante |
| 6 de marzo | Criciúma  | Criciúma  | 3:0       | São Paulo |
| 8 de marzo | La Paz    | Bolívar   | 2:1       | San José  |
| 17 de marzo | Oruro     | San José  | 0:3       | São Paulo |
| 20 de marzo | La Paz    | Bolívar   | 1:1       | São Paulo |
| 24 de marzo | Oruro     | San José  | 1:2       | Criciúma  |
| 27 de marzo | La Paz    | Bolívar   | 1:1       | Criciúma  |
| 1 de abril | São Paulo | São Paulo | 4:0       | Criciúma  |
| 2 de abril | Oruro     | San José  | 2:4       | Bolívar   |
| 7 de abril | São Paulo | São Paulo | 1:1       | San José  |
| 10 de abril | Criciúma  | Criciúma  | 5:0       | San José  |
| 14 de abril | São Paulo | São Paulo | 2:0       | Bolívar   |
| 18 de abril | Criciúma  | Criciúma  | 2:1       | Bolívar   |

### Grupo 3
| Equipo                   | Pts. | PJ | PG | PE | PP | GF | GC | DG |
| ------------------------ | ---- | -- | -- | -- | -- | -- | -- | -- |
| Barcelona                | 10   | 6  | 4  | 2  | 0  | 11 | 3  | 8  |
| Valdez                   | 6    | 6  | 2  | 2  | 2  | 5  | 4  | 1  |
| Sport Marítimo           | 4    | 6  | 1  | 2  | 3  | 5  | 8  | –3 |
| Universidad de Los Andes | 4    | 6  | 1  | 2  | 3  | 4  | 10 | –6 |

| \| Fecha \| Lugar \| Local \| Resultado \| Visitante \| \| ------------- \| --------- \| ------------------------ \| --------- \| ------------------------ \| \| 23 de febrero \| Caracas \| Sport Marítimo \| 1:2 \| Universidad de Los Andes \| \| 23 de febrero \| Guayaquil \| Barcelona \| 0:0 \| Valdez \| \| 11 de marzo \| Mérida \| Universidad de Los Andes \| 0:2 \| Valdez \| \| 15 de marzo \| Caracas \| Sport Marítimo \| 1:0 \| Valdez \| \| 18 de marzo \| Caracas \| Sport Marítimo \| 1:1 \| Barcelona \| \| 22 de marzo \| Mérida \| Universidad de Los Andes \| 0:1 \| Barcelona \| \| 29 de marzo \| Guayaquil \| Valdez \| 0:1 \| Barcelona \| \| 29 de marzo \| Mérida \| Universidad de Los Andes \| 0:0 \| Sport Marítimo \| \| 1 de abril \| Guayaquil \| Valdez \| 2:1 \| Sport Marítimo \| \| 3 de abril \| Guayaquil \| Barcelona \| 3:1 \| Sport Marítimo \| \| 7 de abril \| Guayaquil \| Valdez \| 1:1 \| Universidad de Los Andes \| \| 10 de abril \| Guayaquil \| Barcelona \| 5:1 \| Universidad de Los Andes \| |           |                          |           |                          |
| Fecha | Lugar     | Local                    | Resultado | Visitante                |
| 23 de febrero | Caracas   | Sport Marítimo           | 1:2       | Universidad de Los Andes |
| 23 de febrero | Guayaquil | Barcelona                | 0:0       | Valdez                   |
| 11 de marzo | Mérida    | Universidad de Los Andes | 0:2       | Valdez                   |
| 15 de marzo | Caracas   | Sport Marítimo           | 1:0       | Valdez                   |
| 18 de marzo | Caracas   | Sport Marítimo           | 1:1       | Barcelona                |
| 22 de marzo | Mérida    | Universidad de Los Andes | 0:1       | Barcelona                |
| 29 de marzo | Guayaquil | Valdez                   | 0:1       | Barcelona                |
| 29 de marzo | Mérida    | Universidad de Los Andes | 0:0       | Sport Marítimo           |
| 1 de abril | Guayaquil | Valdez                   | 2:1       | Sport Marítimo           |
| 3 de abril | Guayaquil | Barcelona                | 3:1       | Sport Marítimo           |
| 7 de abril | Guayaquil | Valdez                   | 1:1       | Universidad de Los Andes |
| 10 de abril | Guayaquil | Barcelona                | 5:1       | Universidad de Los Andes |

Partido desempate
| Fecha | Lugar    |                | Resultado |                          |
| --- | -------- | -------------- | --------- | ------------------------ |
| 22 de abril                                                                                                  | Valencia | Sport Marítimo | 2:2       | Universidad de Los Andes |
| Sport Marítimo clasificó a octavos de final por haber tenido mejor diferencia de goles en la fase de grupos. |          |                |           |                          |

### Grupo 4
| Equipo            | Pts. | PJ | PG | PE | PP | GF | GC | DG  |
| ----------------- | ---- | -- | -- | -- | -- | -- | -- | --- |
| Atlético Nacional | 9    | 6  | 4  | 1  | 1  | 15 | 4  | 11  |
| América de Cali   | 8    | 6  | 4  | 0  | 2  | 8  | 7  | 1   |
| Sporting Cristal  | 5    | 6  | 2  | 1  | 3  | 6  | 7  | –1  |
| Sport Boys        | 2    | 6  | 0  | 2  | 4  | 4  | 15 | –11 |

| \| Fecha \| Lugar \| Local \| Resultado \| Visitante \| \| ------------- \| -------- \| ----------------- \| --------- \| ----------------- \| \| 26 de febrero \| Cali \| América de Cali \| 2:0 \| Atlético Nacional \| \| 26 de febrero \| Lima \| Sport Boys \| 1:1 \| Sporting Cristal \| \| 10 de marzo \| Cali \| América de Cali \| 2:0 \| Sport Boys \| \| 13 de marzo \| Medellín \| Atlético Nacional \| 2:2 \| Sport Boys \| \| 17 de marzo \| Cali \| América de Cali \| 1:0 \| Sporting Cristal \| \| 20 de marzo \| Medellín \| Atlético Nacional \| 1:0 \| Sporting Cristal \| \| 25 de marzo \| Medellín \| Atlético Nacional \| 3:0 \| América de Cali \| \| 25 de marzo \| Lima \| Sporting Cristal \| 2:0 \| Sport Boys \| \| 31 de marzo \| Lima \| Sport Boys \| 1:2 \| América de Cali \| \| 3 de abril \| Lima \| Sporting Cristal \| 3:1 \| América de Cali \| \| 7 de abril \| Lima \| Sport Boys \| 0:6 \| Atlético Nacional \| \| 10 de abril \| Lima \| Sporting Cristal \| 0:3 \| Atlético Nacional \| |          |                   |           |                   |
| Fecha | Lugar    | Local             | Resultado | Visitante         |
| 26 de febrero | Cali     | América de Cali   | 2:0       | Atlético Nacional |
| 26 de febrero | Lima     | Sport Boys        | 1:1       | Sporting Cristal  |
| 10 de marzo | Cali     | América de Cali   | 2:0       | Sport Boys        |
| 13 de marzo | Medellín | Atlético Nacional | 2:2       | Sport Boys        |
| 17 de marzo | Cali     | América de Cali   | 1:0       | Sporting Cristal  |
| 20 de marzo | Medellín | Atlético Nacional | 1:0       | Sporting Cristal  |
| 25 de marzo | Medellín | Atlético Nacional | 3:0       | América de Cali   |
| 25 de marzo | Lima     | Sporting Cristal  | 2:0       | Sport Boys        |
| 31 de marzo | Lima     | Sport Boys        | 1:2       | América de Cali   |
| 3 de abril | Lima     | Sporting Cristal  | 3:1       | América de Cali   |
| 7 de abril | Lima     | Sport Boys        | 0:6       | Atlético Nacional |
| 10 de abril | Lima     | Sporting Cristal  | 0:3       | Atlético Nacional |

### Grupo 5
| Equipo            | Pts. | PJ | PG | PE | PP | GF | GC | DG |
| ----------------- | ---- | -- | -- | -- | -- | -- | -- | -- |
| Cerro Porteño     | 9    | 6  | 3  | 3  | 0  | 9  | 4  | 5  |
| Nacional          | 7    | 6  | 2  | 3  | 1  | 9  | 7  | 2  |
| Defensor Sporting | 4    | 6  | 1  | 2  | 3  | 7  | 9  | –2 |
| Sol de América    | 4    | 6  | 1  | 2  | 3  | 5  | 10 | –5 |

| \| Fecha \| Lugar \| Local \| Resultado \| Visitante \| \| ----------- \| ---------- \| ----------------- \| --------- \| ----------------- \| \| 4 de marzo \| Asunción \| Sol de América \| 0:2 \| Cerro Porteño \| \| 4 de marzo \| Montevideo \| Defensor Sporting \| 0:1 \| Nacional \| \| 10 de marzo \| Montevideo \| Defensor Sporting \| 2:3 \| Cerro Porteño \| \| 13 de marzo \| Montevideo \| Nacional \| 0:0 \| Cerro Porteño \| \| 17 de marzo \| Montevideo \| Nacional \| 2:2 \| Sol de América \| \| 20 de marzo \| Montevideo \| Defensor Sporting \| 1:2 \| Sol de América \| \| 25 de marzo \| Asunción \| Cerro Porteño \| 2:0 \| Sol de América \| \| 25 de marzo \| Montevideo \| Nacional \| 2:3 \| Defensor Sporting \| \| 31 de marzo \| Asunción \| Sol de América \| 1:3 \| Nacional \| \| 1 de abril \| Asunción \| Cerro Porteño \| 1:1 \| Defensor Sporting \| \| 8 de abril \| Asunción \| Cerro Porteño \| 1:1 \| Nacional \| \| 9 de abril \| Asunción \| Sol de América \| 0:0 \| Defensor Sporting \| |            |                   |           |                   |
| Fecha | Lugar      | Local             | Resultado | Visitante         |
| 4 de marzo | Asunción   | Sol de América    | 0:2       | Cerro Porteño     |
| 4 de marzo | Montevideo | Defensor Sporting | 0:1       | Nacional          |
| 10 de marzo | Montevideo | Defensor Sporting | 2:3       | Cerro Porteño     |
| 13 de marzo | Montevideo | Nacional          | 0:0       | Cerro Porteño     |
| 17 de marzo | Montevideo | Nacional          | 2:2       | Sol de América    |
| 20 de marzo | Montevideo | Defensor Sporting | 1:2       | Sol de América    |
| 25 de marzo | Asunción   | Cerro Porteño     | 2:0       | Sol de América    |
| 25 de marzo | Montevideo | Nacional          | 2:3       | Defensor Sporting |
| 31 de marzo | Asunción   | Sol de América    | 1:3       | Nacional          |
| 1 de abril | Asunción   | Cerro Porteño     | 1:1       | Defensor Sporting |
| 8 de abril | Asunción   | Cerro Porteño     | 1:1       | Nacional          |
| 9 de abril | Asunción   | Sol de América    | 0:0       | Defensor Sporting |

## Fases finales

### Cuadro de desarrollo
|  | Octavos de final         | Octavos de final         | Octavos de final         | Octavos de final         | Octavos de final         |   |                 | Cuartos de final | Cuartos de final | Cuartos de final | Cuartos de final | Cuartos de final |  |                 | Semifinales              | Semifinales              | Semifinales              | Semifinales              | Semifinales              |  |               | Final            | Final            | Final            | Final            | Final            |  |
|  | 28 de abril al 6 de mayo | 28 de abril al 6 de mayo | 28 de abril al 6 de mayo | 28 de abril al 6 de mayo | 28 de abril al 6 de mayo |   |                 | 13 al 20 de mayo | 13 al 20 de mayo | 13 al 20 de mayo | 13 al 20 de mayo | 13 al 20 de mayo |  |                 | 27 de mayo al 3 de junio | 27 de mayo al 3 de junio | 27 de mayo al 3 de junio | 27 de mayo al 3 de junio | 27 de mayo al 3 de junio |  |               | 10 y 17 de junio | 10 y 17 de junio | 10 y 17 de junio | 10 y 17 de junio | 10 y 17 de junio |  |
|  |                          |                          |                          |                          |                          |   |                 |                  |                  |                  |                  |                  |  |                 |                          |                          |                          |                          |                          |  |               |                  |                  |                  |                  |                  |  |
|  |                          |                          |                          |                          |                          |   |                 |                  |                  |                  |                  |                  |  |                 |                          |                          |                          |                          |                          |  |               |                  |                  |                  |                  |                  |  |
|  | G5 1                     | Cerro Porteño            | 0                        | 3                        | 3                        |   |                 |                  |                  |                  |                  |                  |  |                 |                          |                          |                          |                          |                          |  |               |                  |                  |                  |                  |                  |  |
|  | G5 1                     | Cerro Porteño            | 0                        | 3                        | 3                        |   |                 |                  |                  |                  |                  |                  |  |                 |                          |                          |                          |                          |                          |  |               |                  |                  |                  |                  |                  |  |
|  | G2 3                     | Bolívar                  | 2                        | 0                        | 2                        |   |                 |                  |                  |                  |                  |                  |  |                 |                          |                          |                          |                          |                          |  |               |                  |                  |                  |                  |                  |  |
|  | G2 3                     | Bolívar                  | 2                        | 0                        | 2                        |   | Cerro Porteño   | Cerro Porteño    | 1                | 1                | 2 (3)            |                  |  |                 |                          |                          |                          |                          |                          |  |               |                  |                  |                  |                  |                  |  |
|  |                          |                          |                          |                          |                          |   | Cerro Porteño   | Cerro Porteño    | 1                | 1                | 2 (3)            |                  |  |                 |                          |                          |                          |                          |                          |  |               |                  |                  |                  |                  |                  |  |
|  |                          |                          | Barcelona (p)            | Barcelona (p)            | 1                        | 1 | 2 (4)           |                  |                  |                  |                  |                  |  |                 |                          |                          |                          |                          |                          |  |               |                  |                  |                  |                  |                  |  |
|  | G3 1                     | Barcelona                | Barcelona (p)            | Barcelona (p)            | 1                        | 1 | 2 (4)           | 0                | 2                | 2                |                  |                  |  |                 |                          |                          |                          |                          |                          |  |               |                  |                  |                  |                  |                  |  |
|  | G3 1                     | Barcelona                |                          |                          |                          |   |                 |                  |                  | 2                |                  |                  |  |                 |                          |                          |                          |                          |                          |  |               |                  |                  |                  |                  |                  |  |
|  | G1 4                     | Colo-Colo                | 1                        | 0                        | 1                        |   |                 |                  |                  |                  |                  |                  |  |                 |                          |                          |                          |                          |                          |  |               |                  |                  |                  |                  |                  |  |
|  | G1 4                     | Colo-Colo                | 1                        | 0                        | 1                        |   |                 |                  |                  |                  |                  |                  |  | Barcelona       | Barcelona                | 0                        | 2                        | 2                        |                          |  |               |                  |                  |                  |                  |                  |  |
|  |                          |                          |                          |                          |                          |   |                 |                  |                  |                  |                  |                  |  | Barcelona       | Barcelona                | 0                        | 2                        | 2                        |                          |  |               |                  |                  |                  |                  |                  |  |
|  |                          |                          | São Paulo                | São Paulo                | 3                        | 0 | 3               |                  |                  |                  |                  |                  |  |                 |                          |                          |                          |                          |                          |  |               |                  |                  |                  |                  |                  |  |
|  | G2 1                     | Criciúma                 | São Paulo                | São Paulo                | 3                        | 0 | 3               | 2                | 3                | 5                |                  |                  |  |                 |                          |                          |                          |                          |                          |  |               |                  |                  |                  |                  |                  |  |
|  | G2 1                     | Criciúma                 |                          |                          |                          |   |                 |                  |                  | 5                |                  |                  |  |                 |                          |                          |                          |                          |                          |  |               |                  |                  |                  |                  |                  |  |
|  | G4 3                     | Sporting Cristal         | 1                        | 2                        | 3                        |   |                 |                  |                  |                  |                  |                  |  |                 |                          |                          |                          |                          |                          |  |               |                  |                  |                  |                  |                  |  |
|  | G4 3                     | Sporting Cristal         | 1                        | 2                        | 3                        |   | Criciúma        | Criciúma         | 0                | 1                | 1                |                  |  |                 |                          |                          |                          |                          |                          |  |               |                  |                  |                  |                  |                  |  |
|  |                          |                          |                          |                          |                          |   | Criciúma        | Criciúma         | 0                | 1                | 1                |                  |  |                 |                          |                          |                          |                          |                          |  |               |                  |                  |                  |                  |                  |  |
|  |                          |                          | São Paulo                | São Paulo                | 1                        | 1 | 2               |                  |                  |                  |                  |                  |  |                 |                          |                          |                          |                          |                          |  |               |                  |                  |                  |                  |                  |  |
|  | G2 2                     | São Paulo                | São Paulo                | São Paulo                | 1                        | 1 | 2               | 1                | 2                | 3                |                  |                  |  |                 |                          |                          |                          |                          |                          |  |               |                  |                  |                  |                  |                  |  |
|  | G2 2                     | São Paulo                |                          |                          |                          |   |                 |                  |                  | 3                |                  |                  |  |                 |                          |                          |                          |                          |                          |  |               |                  |                  |                  |                  |                  |  |
|  | G5 2                     | Nacional                 | 0                        | 0                        | 0                        |   |                 |                  |                  |                  |                  |                  |  |                 |                          |                          |                          |                          |                          |  |               |                  |                  |                  |                  |                  |  |
|  | G5 2                     | Nacional                 | 0                        | 0                        | 0                        |   |                 |                  |                  |                  |                  |                  |  |                 |                          |                          |                          |                          |                          |  | São Paulo (p) | São Paulo (p)    | 0                | 1                | 1 (3)            |                  |  |
|  |                          |                          |                          |                          |                          |   |                 |                  |                  |                  |                  |                  |  |                 |                          |                          |                          |                          |                          |  | São Paulo (p) | São Paulo (p)    | 0                | 1                | 1 (3)            |                  |  |
|  |                          |                          | Newell's Old Boys        | Newell's Old Boys        | 1                        | 0 | 1 (2)           |                  |                  |                  |                  |                  |  |                 |                          |                          |                          |                          |                          |  |               |                  |                  |                  |                  |                  |  |
|  | G4 2                     | América de Cali          | Newell's Old Boys        | Newell's Old Boys        | 1                        | 0 | 1 (2)           | 0                | 1                | 1                |                  |                  |  |                 |                          |                          |                          |                          |                          |  |               |                  |                  |                  |                  |                  |  |
|  | G4 2                     | América de Cali          |                          |                          |                          |   |                 |                  |                  | 1                |                  |                  |  |                 |                          |                          |                          |                          |                          |  |               |                  |                  |                  |                  |                  |  |
|  | G1 2                     | Universidad Católica     | 0                        | 0                        | 0                        |   |                 |                  |                  |                  |                  |                  |  |                 |                          |                          |                          |                          |                          |  |               |                  |                  |                  |                  |                  |  |
|  | G1 2                     | Universidad Católica     | 0                        | 0                        | 0                        |   | América de Cali | América de Cali  | 1                | 4                | 5                |                  |  |                 |                          |                          |                          |                          |                          |  |               |                  |                  |                  |                  |                  |  |
|  |                          |                          |                          |                          |                          |   | América de Cali | América de Cali  | 1                | 4                | 5                |                  |  |                 |                          |                          |                          |                          |                          |  |               |                  |                  |                  |                  |                  |  |
|  |                          |                          | Atlético Nacional        | Atlético Nacional        | 0                        | 2 | 2               |                  |                  |                  |                  |                  |  |                 |                          |                          |                          |                          |                          |  |               |                  |                  |                  |                  |                  |  |
|  | G4 1                     | Atlético Nacional        | Atlético Nacional        | Atlético Nacional        | 0                        | 2 | 2               | 0                | 3                | 3                |                  |                  |  |                 |                          |                          |                          |                          |                          |  |               |                  |                  |                  |                  |                  |  |
|  | G4 1                     | Atlético Nacional        |                          |                          |                          |   |                 |                  |                  | 3                |                  |                  |  |                 |                          |                          |                          |                          |                          |  |               |                  |                  |                  |                  |                  |  |
|  | G3 3                     | Sport Marítimo           | 0                        | 0                        | 0                        |   |                 |                  |                  |                  |                  |                  |  |                 |                          |                          |                          |                          |                          |  |               |                  |                  |                  |                  |                  |  |
|  | G3 3                     | Sport Marítimo           | 0                        | 0                        | 0                        |   |                 |                  |                  |                  |                  |                  |  | América de Cali | América de Cali          | 1                        | 1                        | 2 (10)                   |                          |  |               |                  |                  |                  |                  |                  |  |
|  |                          |                          |                          |                          |                          |   |                 |                  |                  |                  |                  |                  |  | América de Cali | América de Cali          | 1                        | 1                        | 2 (10)                   |                          |  |               |                  |                  |                  |                  |                  |  |
|  |                          |                          | Newell's Old Boys (p)    | Newell's Old Boys (p)    | 1                        | 1 | 2 (11)          |                  |                  |                  |                  |                  |  |                 |                          |                          |                          |                          |                          |  |               |                  |                  |                  |                  |                  |  |
|  | G3 2                     | Valdez                   | Newell's Old Boys (p)    | Newell's Old Boys (p)    | 1                        | 1 | 2 (11)          | 0                | 2                | 2 (5)            |                  |                  |  |                 |                          |                          |                          |                          |                          |  |               |                  |                  |                  |                  |                  |  |
|  | G3 2                     | Valdez                   |                          |                          |                          |   |                 |                  |                  | 2 (5)            |                  |                  |  |                 |                          |                          |                          |                          |                          |  |               |                  |                  |                  |                  |                  |  |
|  | G1 3                     | San Lorenzo (p)          | 2                        | 0                        | 2 (6)                    |   |                 |                  |                  |                  |                  |                  |  |                 |                          |                          |                          |                          |                          |  |               |                  |                  |                  |                  |                  |  |
|  | G1 3                     | San Lorenzo (p)          | 2                        | 0                        | 2 (6)                    |   | San Lorenzo     | San Lorenzo      | 0                | 1                | 1                |                  |  |                 |                          |                          |                          |                          |                          |  |               |                  |                  |                  |                  |                  |  |
|  |                          |                          |                          |                          |                          |   | San Lorenzo     | San Lorenzo      | 0                | 1                | 1                |                  |  |                 |                          |                          |                          |                          |                          |  |               |                  |                  |                  |                  |                  |  |
|  |                          |                          | Newell's Old Boys        | Newell's Old Boys        | 4                        | 1 | 5               |                  |                  |                  |                  |                  |  |                 |                          |                          |                          |                          |                          |  |               |                  |                  |                  |                  |                  |  |
|  | G1 1                     | Newell's Old Boys        | Newell's Old Boys        | Newell's Old Boys        | 4                        | 1 | 5               | 1                | 1                | 2                |                  |                  |  |                 |                          |                          |                          |                          |                          |  |               |                  |                  |                  |                  |                  |  |
|  | G1 1                     | Newell's Old Boys        |                          |                          |                          |   |                 |                  |                  | 2                |                  |                  |  |                 |                          |                          |                          |                          |                          |  |               |                  |                  |                  |                  |                  |  |
|  | G5 3                     | Defensor Sporting        | 1                        | 0                        | 1                        |   |                 |                  |                  |                  |                  |                  |  |                 |                          |                          |                          |                          |                          |  |               |                  |                  |                  |                  |                  |  |
|  | G5 3                     | Defensor Sporting        | 1                        | 0                        | 1                        |   |                 |                  |                  |                  |                  |                  |  |                 |                          |                          |                          |                          |                          |  |               |                  |                  |                  |                  |                  |  |
|  |                          |                          |                          |                          |                          |   |                 |                  |                  |                  |                  |                  |  |                 |                          |                          |                          |                          |                          |  |               |                  |                  |                  |                  |                  |  |

- Nota: En cada llave, el equipo que ocupa la primera línea es el que definió la serie como local.
- Nota 2: En las llaves de octavos de final, a cada equipo se le indica "Gx p", donde p es la posición final que ocupó en el grupo x de la fase de grupos.

### Octavos de final
| 29 de abril de 1992 | Bolívar               | 2:0 (1:0) | Cerro Porteño | Estadio Hernando Siles, La Paz     |                                    |
|                     | Hirano 8' · Borja 75' |           |               | Árbitro(s): Alberto Tejada Noriega | Árbitro(s): Alberto Tejada Noriega |

| 6 de mayo de 1992 | Cerro Porteño                        | 3:0 (3:0) | Bolívar | Estadio General Pablo Rojas, Asunción |                             |
|                   | Arce 8' · Claudinho 42' · Sotelo 44' |           |         | Árbitro(s): Ernesto Filippi           | Árbitro(s): Ernesto Filippi |

| 30 de abril de 1992 | Colo-Colo  | 1:0 (0:0) | Barcelona | Estadio Monumental, Santiago |                           |
|                     | Borghi 60' |           |           | Árbitro(s): Sabino Fariña    | Árbitro(s): Sabino Fariña |

| 6 de mayo de 1992 | Barcelona             | 2:0 (0:0) | Colo-Colo | Estadio Monumental, Guayaquil                                  |                                                                |
|                   | Insúa 51' · Muñoz 74' |           |           | Asistencia: 57.187 espectadores Árbitro(s): Francisco Lamolina | Asistencia: 57.187 espectadores Árbitro(s): Francisco Lamolina |

| 30 de abril de 1992 | Sporting Cristal          | 1:2 (0:0) | Criciúma                 | Estadio Nacional, Lima          |                                 |
|                     | Franco Navarro 86' (pen.) |           | Everaldo 74' · Lenzi 89' | Árbitro(s): Armando Pérez Hoyos | Árbitro(s): Armando Pérez Hoyos |

| 4 de mayo de 1992 | Criciúma                                      | 3:2 (1:2) | Sporting Cristal      | Estadio Heriberto Hülse, Criciúma |                                 |
|                   | Wilsão 39' · Gelson 48' (pen.) · Everaldo 76' |           | Antón 10' · Prado 45' | Árbitro(s): Juan Carlos Loustau   | Árbitro(s): Juan Carlos Loustau |

| 28 de abril de 1992 | Nacional | 0:1 (0:1) | São Paulo     | Estadio Centenario, Montevideo  |                                 |
|                     |          |           | Elivélton 68' | Árbitro(s): Enrique Marín Gallo | Árbitro(s): Enrique Marín Gallo |

| 6 de mayo de 1992 | São Paulo                        | 2:0 (1:0) | Nacional | Estadio Morumbi, São Paulo         |                                    |
|                   | Ronaldão 4' · Antônio Carlos 53' |           |          | Árbitro(s): Juan Francisco Escobar | Árbitro(s): Juan Francisco Escobar |

| 28 de abril de 1992 | Universidad Católica | 0:0 | América de Cali | Estadio San Carlos de Apoquindo, Santiago |  |
|                     |                      |     |                 | Árbitro(s): Juan Bava                     |  |

| 5 de mayo de 1992 | América de Cali | 1:0 (0:0) | Universidad Católica | Estadio Pascual Guerrero, Cali |                              |
|                   | da Silva 68'    |           |                      | Árbitro(s): Renato Marsiglia   | Árbitro(s): Renato Marsiglia |

| 29 de abril de 1992 | Sport Marítimo | 0:0 | Atlético Nacional | Estadio Olímpico, Caracas        |  |
|                     |                |     |                   | Árbitro(s): Jorge Orellana Vimos |  |

| 6 de mayo de 1992 | Atlético Nacional                  | 3:0 (2:0) | Sport Marítimo | Estadio Atanasio Girardot, Medellín |                        |
|                   | Fajardo 12' · Aristizábal 37', 82' |           |                | Árbitro(s): Pablo Peña              | Árbitro(s): Pablo Peña |

| 29 de abril de 1992 | San Lorenzo       | 2:0 (0:0) | Valdez | Estadio Ricardo Etcheverri, Buenos Aires |                             |
|                     | Gorosito 50', 87' |           |        | Árbitro(s): Ernesto Filippi              | Árbitro(s): Ernesto Filippi |

| 5 de mayo de 1992 | Valdez                                                                          | 2:0 (2:0) (5:6 p.)         | San Lorenzo                                                                              | Estadio Modelo, Guayaquil  |                            |
|                   | Hurtado 27', 45'                                                                |                            |                                                                                          | Árbitro(s): Márcio Rezende | Árbitro(s): Márcio Rezende |
|                   |                                                                                 | Tiros desde el punto penal |                                                                                          |                            |                            |
|                   | Arizaga · Arboleda · Pazmiño · Hurtado · Macias · Zambrano · Sánchez · Brizuela |                            | Zandoná · Santos Aguilar · Boldrini · Gorosito · Acosta · Carrizo · Ballarino · Riquelme |                            |                            |

| 29 de abril de 1992 | Defensor Sporting | 1:1 (0:0) | Newell's Old Boys | Estadio Centenario, Montevideo         |                                        |
|                     | Lujambio 84'      |           | Domizzi 75'       | Árbitro(s): José Aparecido de Oliveira | Árbitro(s): José Aparecido de Oliveira |

| 6 de mayo de 1992 | Newell's Old Boys | 1:0 (0:0) | Defensor Sporting | Estadio El Coloso del Parque, Rosario |                               |
|                   | Mendoza 63'       |           |                   | Árbitro(s): Hernán Silva Arce         | Árbitro(s): Hernán Silva Arce |

### Cuartos de final
| 13 de mayo de 1992 | Barcelona        | 1:1 (0:1) | Cerro Porteño | Estadio Monumental, Guayaquil  |                                |
|                    | Insúa 63' (pen.) |           | Struway 30'   | Árbitro(s): José Torres Cadena | Árbitro(s): José Torres Cadena |

| 20 de mayo de 1992 | Cerro Porteño                                                                  | 1:1 (0:0) (3:4 p.)         | Barcelona                                                                    | Estadio General Pablo Rojas, Asunción |                                 |
|                    | Gamarra 52'                                                                    |                            | Gavica 69'                                                                   | Árbitro(s): Enrique Marín Gallo       | Árbitro(s): Enrique Marín Gallo |
|                    |                                                                                | Tiros desde el punto penal |                                                                              |                                       |                                 |
|                    | Arce · Claudinho · Ferreira · Caballero · Gamarra · Duarte · Chaves · Sanabria |                            | Bernuncio · Gilson · Montanero · Gavica · Insúa · Alcívar · Rosero · Noriega |                                       |                                 |

| 13 de mayo de 1992 | São Paulo  | 1:0 (0:0) | Criciúma | Estadio Morumbi, São Paulo   |                              |
|                    | Macedo 82' |           |          | Árbitro(s): Renato Marsiglia | Árbitro(s): Renato Marsiglia |

| 20 de mayo de 1992 | Criciúma   | 1:1 (1:0) | São Paulo    | Estadio Heriberto Hülse, Criciúma |                            |
|                    | Soares 10' |           | Palhinha 55' | Árbitro(s): Márcio Rezende        | Árbitro(s): Márcio Rezende |

| 13 de mayo de 1992 | Atlético Nacional | 0:1 (0:0) | América de Cali | Estadio Atanasio Girardot, Medellín |                                  |
|                    |                   |           | Rincón 67'      | Árbitro(s): Jorge Orellana Vimos    | Árbitro(s): Jorge Orellana Vimos |

| 20 de mayo de 1992 | América de Cali                                      | 4:2 (1:0) | Atlético Nacional             | Estadio Pascual Guerrero, Cali |                             |
|                    | Cabrera 7' · Escobar 50' · Rincón 58' · de Ávila 84' |           | Aristizábal 52' · Tréllez 62' | Árbitro(s): Ulisses Tavares    | Árbitro(s): Ulisses Tavares |

| 13 de mayo de 1992 | Newell's Old Boys                           | 4:0 (1:0) | San Lorenzo | Estadio El Coloso del Parque, Rosario |                                |
|                    | Pochettino 37', 87' · Zamora 70' · Llop 90' |           |             | Árbitro(s): Francisco Lamolina        | Árbitro(s): Francisco Lamolina |

| 20 de mayo de 1992 | San Lorenzo   | 1:1 (0:0) | Newell's Old Boys | Estadio Ricardo Etcheverri, Buenos Aires |                                |
|                    | Simionato 80' |           | Lunari 88'        | Árbitro(s): Juan Carlos Biscay           | Árbitro(s): Juan Carlos Biscay |

### Semifinales
| 27 de mayo de 1992 | São Paulo                              | 3:0 (3:0) | Barcelona | Estadio Morumbi, São Paulo     |                                |
|                    | Müller 5' · Palhinha 11' · Rinaldo 43' |           |           | Árbitro(s): Francisco Lamolina | Árbitro(s): Francisco Lamolina |

| 3 de junio de 1992 | Barcelona               | 2:0 (0:0) | São Paulo | Estadio Monumental, Guayaquil |                             |
|                    | Gavica 51' · Gilson 87' |           |           | Árbitro(s): Ernesto Filippi   | Árbitro(s): Ernesto Filippi |

| 27 de mayo de 1992 | Newell's Old Boys | 1:1 (0:1) | América de Cali | Estadio El Coloso del Parque, Rosario |                                    |
|                    | Mendoza 77'       |           | de Ávila 10'    | Árbitro(s): Juan Francisco Escobar    | Árbitro(s): Juan Francisco Escobar |

| 3 de junio de 1992 | América de Cali | 1:1 (0:1) (10:11 p.)       | Newell's Old Boys | Estadio Pascual Guerrero, Cali |                            |
|                    | da Silva 89' (pen.) |                            | Pochettino 4' | Árbitro(s): Márcio Rezende     | Árbitro(s): Márcio Rezende |
|                    | | Tiros desde el punto penal | |                                |                            |
|                    | da Silva · Pérez · Maturana · Rincón · Angulo · Escobar · Bermúdez · Balbis · Pimentel · Niño · da Silva · Pérez · Maturana |                            | Berizzo · Zamora · Raggio · Gamboa · Garfagnoli · Berti · Pochettino · Domizzi · Saldaña · Scoponi · Berizzo · Zamora · Raggio |                                |                            |

### Final
| Ida; 10 de junio de 1992 | Newell's Old Boys  | 1:0 (1:0) | São Paulo | Estadio Gigante de Arroyito, Rosario                     |                                                          |
|                          | Berizzo 39' (pen.) |           |           | Asistencia: 45 000 espectadores Árbitro(s): Hernán Silva | Asistencia: 45 000 espectadores Árbitro(s): Hernán Silva |

| Vuelta; 17 de junio de 1992 | São Paulo                     | 1:0 (0:0) (3:2 p.)         | Newell's Old Boys                          | Estadio Morumbi, São Paulo                                      |                                                                 |
|                             | Raí 65' (pen.)                |                            |                                            | Asistencia: 105 185 espectadores Árbitro(s): José Torres Cadena | Asistencia: 105 185 espectadores Árbitro(s): José Torres Cadena |
|                             |                               | Tiros desde el punto penal |                                            |                                                                 |                                                                 |
|                             | Raí · Rocha · Ronaldão · Cafú |                            | Berizzo · Zamora · Llop · Mendoza · Gamboa |                                                                 |                                                                 |

|                               |
| Bandera de Brasil             |
| Campeón São Paulo 1.er título |

## Estadísticas

### Goleadores
| Jugador                 | Club                 | Goles |
| ----------------------- | -------------------- | ----- |
| Palhinha                | São Paulo            | 7     |
| Víctor Hugo Aristizábal | Atlético Nacional    | 6     |
| Jorge Contreras         | Universidad Católica | 6     |
| Alberto Acosta          | San Lorenzo          | 5     |
| Rubén Darío Insúa       | Barcelona            | 5     |
| Alfredo Mendoza         | Newell's Old Boys    | 5     |
| Jairo Lenzi             | Criciúma             | 5     |

### Tabla general
| Equipo | Equipo                   | Pts | PJ | PG | PE | PP | GF | GC | Dif |
| ------ | ------------------------ | --- | -- | -- | -- | -- | -- | -- | --- |
| 1      | São Paulo                | 19  | 14 | 8  | 3  | 3  | 20 | 9  | +11 |
| 2      | Newell's Old Boys        | 21  | 16 | 7  | 7  | 2  | 21 | 15 | +6  |
| 3      | América de Cali          | 17  | 12 | 7  | 3  | 2  | 16 | 11 | +5  |
| 4      | Barcelona                | 16  | 12 | 6  | 4  | 2  | 17 | 9  | +8  |
| 5      | Criciúma                 | 14  | 10 | 6  | 2  | 2  | 19 | 11 | +8  |
| 6      | Cerro Porteño            | 13  | 10 | 4  | 5  | 1  | 14 | 8  | +6  |
| 7      | Atlético Nacional        | 12  | 10 | 5  | 2  | 3  | 20 | 9  | +11 |
| 8      | San Lorenzo              | 12  | 12 | 5  | 2  | 5  | 16 | 15 | +1  |
| 9      | Universidad Católica     | 10  | 10 | 2  | 6  | 2  | 15 | 9  | +6  |
| 10     | Colo-Colo                | 10  | 10 | 3  | 4  | 3  | 7  | 9  | –2  |
| 11     | Valdez                   | 8   | 8  | 3  | 2  | 3  | 7  | 6  | +1  |
| 12     | Bolívar                  | 8   | 8  | 3  | 2  | 3  | 11 | 12 | –1  |
| 13     | Nacional                 | 7   | 8  | 2  | 3  | 3  | 9  | 10 | –1  |
| 14     | Sport Marítimo           | 6   | 9  | 1  | 4  | 4  | 7  | 13 | –6  |
| 15     | Sporting Cristal         | 5   | 8  | 2  | 1  | 5  | 9  | 12 | –3  |
| 16     | Defensor Sporting        | 5   | 8  | 1  | 3  | 4  | 8  | 11 | –3  |
| 17     | Universidad de Los Andes | 5   | 7  | 1  | 3  | 3  | 6  | 12 | –6  |
| 18     | Sol de América           | 4   | 6  | 1  | 2  | 3  | 5  | 10 | –5  |
| 19     | Coquimbo Unido           | 3   | 8  | 1  | 1  | 6  | 6  | 18 | –12 |
| 20     | Sport Boys               | 2   | 6  | 0  | 2  | 4  | 4  | 15 | –11 |
| 21     | San José                 | 1   | 6  | 0  | 1  | 5  | 5  | 17 | –12 |